# Ron Howard
Ronald William "Ron" Howard (Duncan, Oklahoma, 1 de marzo de 1954) es un director, productor, guionista y actor estadounidense. Howard comenzó su carrera como actor infantil antes de pasar a dirigir películas. A lo largo de sus seis décadas de carrera, Howard ha recibido dos premios Óscar, cuatro premios Emmy, dos Globos de Oro y un premio Grammy. Fue galardonado con la Medalla Nacional de las Artes en 2003 y fue incluido en el Salón de la Fama de la Televisión en 2013. Howard tiene dos estrellas en el Paseo de la Fama de Hollywood por sus contribuciones en cine y televisión. 
Howard saltó a la fama como actor infantil, actuando en varias series de televisión antes de ganar atención nacional por interpretar al joven Opie Taylor, el hijo del sheriff Andy Taylor (interpretado por Andy Griffith) en la comedia The Andy Griffith Show de 1960 a 1968. Durante este tiempo, también apareció en la película musical The Music Man (1962), un éxito crítico y comercial. Howard fue elegido para uno de los papeles principales en la influyente película sobre la mayoría de edad American Graffiti (1973), y se convirtió en un nombre familiar por interpretar a Richie Cunningham en la comedia Happy Days (1974-1980). Protagonizó las películas The Spikes Gang (1974), The Shootist (1976) y Grand Theft Auto (1977), siendo esta última su debut cinematográfico como director.
En 1980, Howard dejó Happy Days para centrarse en dirigir, producir y, en ocasiones, escribir una variedad de películas y series de televisión. Sus películas incluyeron las comedias Night Shift (1982), Splash (1984) y Cocoon (1985), así como la fantasía Willow (1988), el thriller Backdraft (1991) y la comedia dramática periodística The Paper (1994). Howard ganó el Oscar al mejor director y al mejor filme por Una mente maravillosa (2001) y fue nominado nuevamente a los mismos premios por Frost/Nixon (2008).  Howard también dirigió otros dramas históricos como Apollo 13 (1995), Cinderella Man (2005), Rush (2013), In the Heart of the Sea (2015) y Thirteen Lives (2022).
También dirigió la película de fantasía infantil How the Grinch Stole Christmas (2000), la comedia The Dilemma (2011) y Solo: A Star Wars Story (2018), así como la serie de películas de Robert Langdon: The Da Vinci Code (2006), Angels & Demons (2009) e Inferno (2016). Howard ha ganado reconocimiento por dirigir numerosos documentales como The Beatles: Eight Days a Week (2016), Pavarotti (2019) y We Feed People (2022).

## Biografía
Howard nació en Duncan, Oklahoma. Hijo de Jean Speegle Howard, una actriz, y de Rance Howard, director, escritor y actor. Tiene ascendencia neerlandesa, escocesa, inglesa, irlandesa, alemana y cheroqui. Su hermano menor, Clint Howard, es un reconocido actor. Estudió en la Escuela de Cinematografía de la Universidad del Sur de California, pero no llegó a graduarse.

## Trayectoria profesional

### Actor

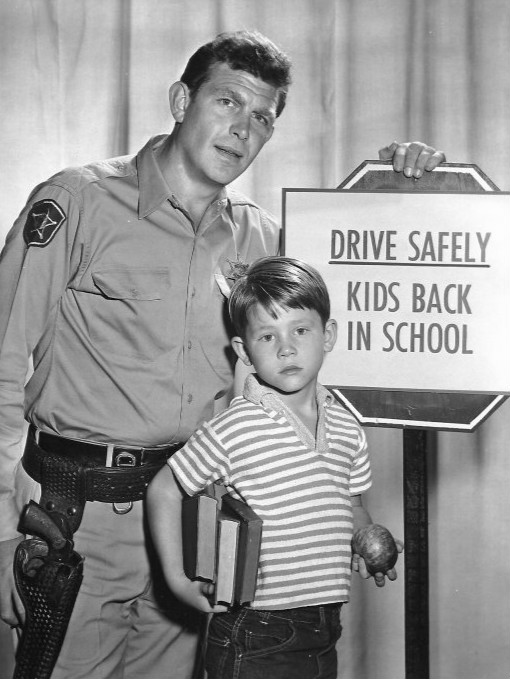
Con Andy Griffith como Opie en una foto publicitaria de The Andy Griffith Show (1961)

Howard se dio a conocer por interpretar a Winthrop Paroo en la versión cinematográfica de The Music Man, con Robert Preston y Shirley Jones. Después de este proyecto, participó como Opie Taylor en la serie de televisión The Andy Griffith Show, que fue el exitoso spin-off de The Danny Thomas Show, donde era acreditado como Ronny Howard. También apareció en la película The Courtship of Eddie's Father, con Glenn Ford. Además, hizo una participación notable en la popular serie M*A*S*H, interpretando a un marino en la guerra de Corea.
Cuando era niño, participó en el capítulo de 1964 Cry Uncle de la famosa serie de los años 60 El fugitivo, con David Janssen, en donde tenía el papel de Gus, un niño huérfano que estaba en una finca/albergue. En ese entonces era conocido como Ronny Howard.
Howard es conocido por su papel de Richie Cunningham en la serie Happy Days. Al mismo tiempo participó en la película de George Lucas, American Graffiti, interpretando a Steve Bollander. En 1977, dirigió su primer film, Grand Theft Auto.
En 2005, realizó el papel de narrador en la serie de comedia Arrested Development. 

### Director

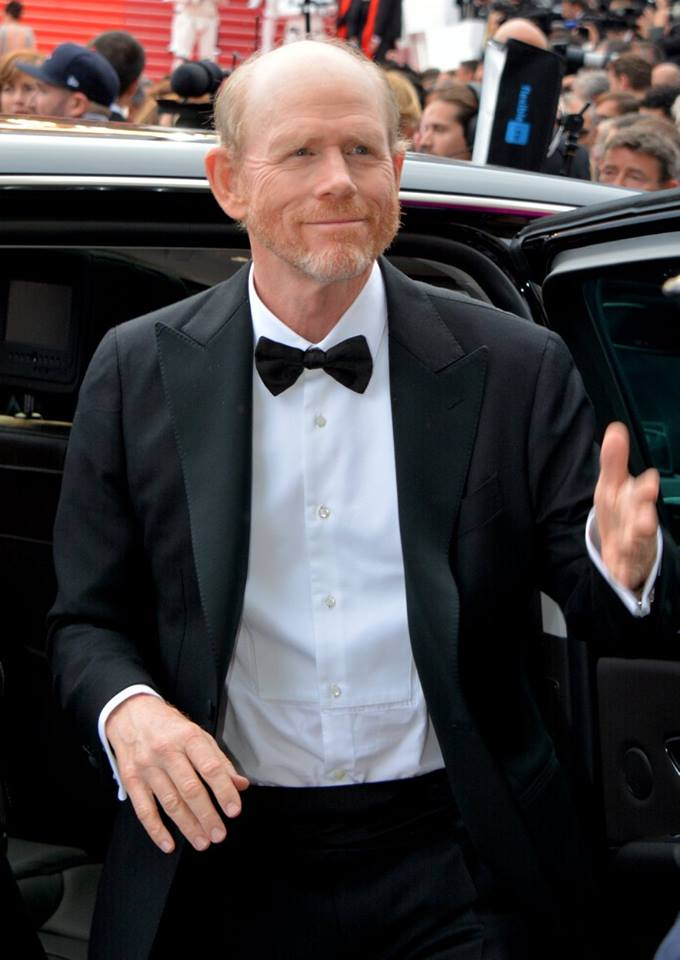
Howard en 2018.

Después de dejar Happy Days en 1980, dirigió varias series de televisión. El salto a director de cine ocurrió en 1982 cuando dirigió el exitoso film Night Shift, con Michael Keaton, Shelley Long, y el coprotagonista de Happy Days, Henry Winkler.
Ha dirigido muchos filmes de renombre, como Splash, Willow, Cocoon, Llamaradas (Backdraft), Apolo 13 (nominada a varios Premios de la Academia), A Beautiful Mind, por la cual ganó el Óscar por Mejor Director, y Cinderella Man, El código Da Vinci y su secuela Ángeles y demonios, películas de gran polémica cultural y religiosa, protagonizadas por Tom Hanks, quien ha trabajado en varias producciones de Howard: Splash (1984), Apolo 13 (1995), El código Da Vinci (2006), Ángeles y demonios (2009).
Vanity Fair publicó la lista de los Top 40 celebridades de Hollywood con más ingresos a lo largo de 2010. Howard junto con Brian Grazer fueron clasificados n.º 23 en la lista, ganando un estimado $21 millones por sus películas.

## Vida personal
Se casó con la actriz y escritora Cheryl Howard. Ha tenido con ella tres hijas y un hijo: la actriz Bryce Dallas Howard (1981); dos gemelas, Jocelyn Carlyle y Paige Carlyle; y Reed Cross. Según ha declarado Bryce Dallas Howard, tanto su segundo nombre como el de sus hermanas corresponden a las ciudades en las que fueron concebidas. El nombre de su hermano, a una calle concreta.

## Filmografía
| Año  | Película                            | Ref.   |
| ---- | ----------------------------------- | ------ |
| 1977 | Grand Theft Auto                    | [ 2 ]  |
| 1982 | Night Shift                         | [ 3 ]  |
| 1984 | Splash                              | [ 4 ]  |
| 1985 | Cocoon                              | [ 5 ]  |
| 1986 | Gung Ho                             | [ 6 ]  |
| 1988 | Willow                              | [ 7 ]  |
| 1989 | Parenthood                          | [ 8 ]  |
| 1991 | Backdraft                           | [ 9 ]  |
| 1992 | Far and Away                        | [ 10 ] |
| 1994 | The Paper                           | [ 11 ] |
| 1995 | Apolo 13                            | [ 12 ] |
| 1996 | Ransom                              | [ 13 ] |
| 1999 | EDtv                                | [ 14 ] |
| 2000 | El Grinch                           | [ 15 ] |
| 2001 | A Beautiful Mind                    | [ 16 ] |
| 2003 | The Missing                         | [ 17 ] |
| 2005 | Cinderella Man                      | [ 18 ] |
| 2006 | El código Da Vinci                  |        |
| 2008 | Frost/Nixon                         | [ 19 ] |
| 2009 | Ángeles y demonios                  |        |
| 2011 | The Dilemma                         |        |
| 2013 | Rush                                |        |
| 2015 | En el corazón del mar               |        |
| 2016 | Inferno                             |        |
| 2018 | Han Solo: una historia de Star Wars | [ 20 ] |
| 2020 | Hillbilly, una elegía rural         | [ 20 ] |
| 2022 | Trece vidas                         | [ 21 ] |
| 2024 | Eden                                | [ 22 ] |
| TBA  | The Shrinking of Treehorn           | [ 23 ] |

A partir del año 1999, es además productor de casi todas sus películas.

## Premios y distinciones
Premios Óscar
| Año  | Categoría      | Película         | Resultado |
| ---- | -------------- | ---------------- | --------- |
| 2002 | Mejor película | A Beautiful Mind | Ganador   |
| 2002 | Mejor director | A Beautiful Mind | Ganador   |
| 2009 | Mejor película | Frost/Nixon      | Nominado  |
| 2009 | Mejor director | Frost/Nixon      | Nominado  |

Globos de Oro
| Año  | Categoría                                              | Película            | Resultado |
| ---- | ------------------------------------------------------ | ------------------- | --------- |
| 2014 | Mejor película - Drama                                 | Rush                | Candidato |
| 2009 | Mejor película - Drama                                 | Frost/Nixon         | Candidato |
| 2009 | Mejor director                                         | Frost/Nixon         | Candidato |
| 2002 | Mejor película - Drama                                 | A Beautiful Mind    | Ganador   |
| 2002 | Mejor director                                         | A Beautiful Mind    | Candidato |
| 1996 | Mejor director                                         | Apolo 13            | Candidato |
| 1978 | Mejor actor de serie de Televisión - Comedia o musical | Happy Days          | Ganador   |
| 1977 | Mejor actor de reparto                                 | El último pistolero | Candidato |

Premios BAFTA
| Año  | Categoría      | Película         | Resultado |
| ---- | -------------- | ---------------- | --------- |
| 2008 | Mejor película | Frost/Nixon      | Candidato |
| 2008 | Mejor director | Frost/Nixon      | Candidato |
| 2001 | Mejor película | A Beautiful Mind | Candidato |
| 2001 | Mejor director | A Beautiful Mind | Candidato |

## Eponimia
En 2003, el asteroide (12561) Howard fue nombrado así por este director.